# Dumbo (film, 1941)
Pour les articles homonymes, voir Dumbo (homonymie).
Ne doit pas être confondu avec Dumbo (film, 2019).
Vous lisez un « article de qualité » labellisé en 2009.  Il fait partie d'un « thème de qualité » labellisé en 2010.
Série Classiques d'animation Disney
Fantasia
(1940) Bambi
(1942)
Pour plus de détails, voir Fiche technique et Distribution.
Dumbo est le 5e long-métrage d'animation et le 4e « Classique d'animation » des studios Disney. Sorti en 1941, il est basé sur l'histoire éponyme d'Helen Aberson parue en 1939.
La production de ce film avait pour but de compenser les faibles recettes de Pinocchio et Fantasia, tous deux sortis en 1940. Le scénario d'origine, proche d'une version du Vilain Petit Canard mais avec un pachyderme, a été développé par Joe Grant et Dick Huemer pour devenir un film de 64 minutes, soit l'un des longs métrages les plus courts des studios Disney. Malgré sa brièveté et les nombreuses économies réalisées durant sa production, le film est devenu l'un des films préférés du public grâce à son histoire simple mais émouvante.
Un remake en prise de vues réelles réalisé par Tim Burton est sorti au cinéma en 2019.

## Synopsis
C'est la fin de l'hiver en 1941 et les cigognes livrent les nouveaux bébés aux pensionnaires du cirque alors installé dans son quartier d'hiver en Floride. Toutes les mamans reçoivent leur colis sauf une femelle éléphante d'Asie, madame Jumbo. Mais après le départ du cirque, une cigogne égarée lui apporte un éléphanteau qu'elle appellera « Jumbo Junior » qui, à la surprise générale, est affublé d'oreilles démesurées. Devenu l'objet des railleries de la troupe, il est aussitôt surnommé « Dumbo ».
Madame Jumbo tente de rester digne, entourant son bébé de tout son amour maternel. Pourtant, lorsqu'une bande de garnements se moque une fois de plus de Dumbo, sa mère vexée, n'en pouvant plus de la méchanceté permanente et gratuite dont son petit est la victime, attrape l'un d'eux avec sa trompe et lui donne une fessée. Elle payera cher son écart : Monsieur Loyal, après l'avoir fouettée, l'enchaîne au fond d'un sombre wagon à l'écart de la troupe du cirque. Considéré comme un paria par les autres membres de la troupe, Dumbo se retrouve désormais seul. Heureusement Timothée, une petite souris malicieuse, le console et décide d'en faire une vraie star.
Timothée tente de réaliser plusieurs numéros de cirque avec Dumbo mais tous échouent : alors que Dumbo doit s'élancer sur un tremplin pour atterrir au sommet d'une pyramide de pachydermes en équilibre sur un ballon, il se prend les pattes dans ses oreilles et percute la pyramide qui s'écroule, entraînant dans sa chute le chapiteau tout entier. Dans la ville suivante, la direction du cirque décide de faire de Dumbo un clown, à la grande honte des autres éléphants.
Le spectacle est tellement bien accueilli, avec douze rappels, que les clowns font la fête après le spectacle. Timothée profite de l'euphorie générale pour emmener Dumbo voir sa mère emprisonnée. Mais ils ne peuvent pas se voir, seules leurs trompes pouvant s'effleurer. Afin de réconforter Dumbo qui ne cesse de pleurer et de hoqueter, Timothée l'emmène boire dans une bassine dans laquelle l'un des clowns a par mégarde renversé une bouteille de champagne. L'alcool ne tarde pas à faire son effet et les deux amis ont alors des visions psychédéliques, dont une marche d'éléphants roses et nombre d'hallucinations improbables.
Le lendemain matin, les deux compagnons sont tirés de leur sommeil par une bande de corbeaux bavards et ironiques, qui s'étonnent de trouver un éléphant sur les plus hautes branches d'un arbre. L'étonnement passé, Timothée comprend que Dumbo est parvenu à voler jusque-là grâce à ses grandes oreilles. Il tente de le persuader de se servir de ce don, épaulé par le chef des corbeaux qui, après avoir été remis à sa place par Timothée, offre au jeune éléphant l'une de ses plumes en le persuadant que son pouvoir magique permet de voler. Le duo s'élance du sommet d'une falaise et l'incroyable arrive : Dumbo sait voler.
De retour au cirque, Dumbo est prêt pour son numéro de clown. Mais grâce à la plume, Timothée propose de transformer le numéro en un spectacle volant. Au moment où il va déployer ses oreilles, l'éléphanteau perd la plume et panique. Timothée lui avoue que ce n'était qu'un leurre et qu'il n'en a pas besoin ; il suffit qu'il ait confiance en lui. Sous les yeux des spectateurs médusés, l'éléphant s'élève tel un avion, aspergeant les clowns affolés. Le numéro d'éléphant volant emporte un vif succès. En compagnie de Timothée et de Madame Jumbo, enfin libre, Dumbo devient la nouvelle star du cirque.

## Fiche technique
- Titre original : Dumbo
- Titre français : Dumbo, l'éléphant volant
- Réalisation : Ben Sharpsteen assisté de Norman Ferguson, Samuel Armstrong, Wilfred Jackson, Bill Roberts et Jack Kinney
- Scénario : Otto Englander (supervision), Joe Grant et Dick Huemer assistés d'Aurelius Battaglia, Bill Peet, Joe Rinaldi, Webb Smith et George Stallings d'après Helen Aberson
- Conception graphique :
  - Conception des personnages : John P. Miller, Martin Provensen, John Walbridge, James Bodrero, Maurice Noble, Elmer Plummer
  - Direction artistique : Herb Ryman, Ken O'Connor, Terrell Stapp, Don Da Gradi, Al Zinnen, Ernest Nordli, Dick Kelsey, Charles Payzant
  - Décors : Claude Coats, Al Dempster, John Hench, Gerald Nevius, Ray Lockrem, Joe Stahley
- Animation :
  - Supervision de l'animation : Ward Kimball, Vladimir "Bill" Tytla, Fred Moore, John Lounsbery, Art Babbitt et Wolfgang Reitherman
  - Animateurs : Hugh Fraser, Howard Swift, Harvey Toombs, Don Towsley, Milt Neil, Les Clark, Hicks Lokey, Claude Smith, Berny Wolf, Ray Patterson, Jack Campbell, Grant Simmons, Walt Kelly, Josh Meador, Don Patterson, Bill Shull, Cy Young, Art Palmer, Karl Van Leuren (non crédité)[1]
- Son : Robert O. Cook (supervision)
- Effets spéciaux : Ub Iwerks
- Musique : Oliver Wallace
  - Chansons : Ned Washington (paroles), Frank Churchill et Oliver Wallace (musique)
  - Orchestrations : Edward H. Plumb
- Société de production : Walt Disney Pictures
- Société de distribution : RKO Pictures
- Pays d'origine :  États-Unis
- Langue originale : anglais
- Budget : 950 000 USD
- Format : Couleurs  - 35 mm - 1,37:1 - Son mono (RCA Sound System)
- Durée : 64 minutes
- Dates de sortie :
  - États-Unis : 23 octobre 1941
  - Canada : 31 mars 1942
  - France : 25 octobre 1947

Sauf mention contraire, les informations proviennent de Leonard Maltin, Pierre Lambert, et John Grant

## Distribution

### Voix françaises

#### 1erdoublage(1947)
- Camille Guérini : Timothée la souris
- Maurice Nasil : M. Cigogne
- Fernand Rauzena : M. Loyal
- Germaine Kerjean : la Matriarche (l'éléphante aux habits pourpres)
- Lita Recio : Fidgity (l'éléphante aux habits verts)
- Sandra Milowanoff : Giddy (l'éléphante aux habits bleus)
- Zappy Max : Jim Corbeau (chant) / le clown déguisé en éléphant
- Jo Charrier : le gros corbeau
- Coco Aslan : le corbeau diacre / le corbeau coiffé d'un chapeau de paille
- Roméo Carlès : le corbeau petit à grosses lunettes / un clown
- Georges Hubert : un clown
- Claude Péran : le crieur de journaux
- Daniel Gilbert : voix additionnelles

Doublage français réalisé aux studios CTM de Gennevilliers pour la RKO (André Norévo) ; direction artistique : Daniel Gilbert ; dialogues et lyrics : André Rigaud.

#### 2edoublage(1984)
- Claude Piéplu : le narrateur
- Roger Carel : Timothée la souris
- Jacques Ferrière : M. Cigogne
- Jacques Dynam : M. Loyal
- Hélène David : Mme Jumbo
- Claudine Meunier : Mme Jumbo (chant)
- Paula Dehelly : la Matriarche
- Danielle Volle : Fidgity
- Jeanine Forney : Giddy
- Béatrice Delfe : Prissy
- Jacques Balutin : Jim Corbeau
- José Germain : Jim Corbeau (chant)
- Pierre Garin : le gros corbeau
- Michel Bedetti : le corbeau diacre
- Francis Lax : le corbeau coiffé d'un chapeau de paille/ Casey Jr.
- Serge Lhorca : le corbeau aux grosses lunettes roses / un clown
- Guy Piérauld : un clown
- Henry Djanik : un clown
- Jackie Berger : un petit garçon
- Georges Atlas : l'aboyeur

Doublage français réalisé par la Société parisienne de sonorisation ; direction artistique : Jean-Pierre Dorat ; direction musicale : Jean Cussac ; dialogues et lyrics : Natacha Nahon.
Source : Pierre Lambert, Les Grands Classiques et Dans l'ombre des studios.

## Distinctions

### Récompenses
- Oscars 1942 : Meilleure partition pour un film musical pour Frank Churchill et Oliver Wallace
- Festival de Cannes 1947 : Grand Prix du dessin animé[8]

### Nominations
- Oscars 1942 : Meilleure chanson originale pour Baby Mine

## Sorties cinéma
Sauf mention contraire, les informations suivantes sont issues de l'Internet Movie Database.

### Premières nationales
- États-Unis : 23 octobre 1941
- Brésil : 17 novembre 1941
- Argentine : 24 décembre 1941
- Royaume-Uni : 8 février 1942
- Canada : 31 mars 1942
- Australie : 14 avril 1942
- Mexique : 9 juillet 1942
- Portugal : 27 janvier 1944
- Espagne : 25 septembre 1944 (Madrid), 14 décembre 1944 (Barcelone)
- Suède : 16 septembre 1946
- Belgique, Pays-Bas : 25 avril 1947
- France : septembre 1947 (Festival de Cannes), 25 octobre 1947 (nationale)
- Norvège : 26 décembre 1947
- Danemark : 25 juin 1948
- Hong Kong : 19 août 1948
- Colombie : 16 septembre 1948
- Finlande : 1er octobre 1948
- Italie : 2 octobre 1948
- Allemagne de l'Ouest : 8 avril 1952
- Autriche : 22 mai 1953
- Japon : 12 mars 1954
- Philippines : 28 septembre 1955 (Davao)
- Pologne : avril 1962[10]
- Liban : 14 mai 1968
- Koweït : 14 octobre 1986
- Chine : 12 juillet 1989 (Pékin)

### Ressorties principales
- États-Unis : 22 juin 1949, 24 décembre 1959, 11 octobre 1972, 26 mars 1976
- France[11] : 19 décembre 1956, 9 décembre 1970, juin 1984
- Danemark : 26 décembre 1956
- Italie : 21 avril 1971
- Suède : 2 décembre 1972
- Japon : 23 mars 1974, 23 juillet 1983
- Allemagne de l'ouest : 18 juin 1976
- Finlande : 16 avril 1981, 13 avril 1990
- Australie : 6 mai 1983
- Espagne : 12 avril 1985
- Norvège : 1er mai 2002

## Sorties vidéo
- Juin 1981 - VHS, LaserDisc et Betamax avec 1er doublage
- 1984 - VHS et Betamax avec 1er doublage
- 1985/1986 - VHS (Québec) avec format 4/3 et 1er doublage
- 17 août 1987 - VHS avec 1er doublage
- 1991 - VHS et Laserdisc avec 2e doublage
- 12 juillet 1991 - VHS (Québec) avec 1er doublage
- 28 octobre 1994 - VHS (Québec) dans la collection « Chefs-d'œuvre » avec 1er doublage
- 3e trimestre 1997 - VHS avec 2e doublage
- 23 octobre 2001 - VHS et DVD (Québec) avec 2e doublage
- 24 octobre 2001 - VHS et DVD (France) avec 2e doublage
- 2002 - VHS et DVD, édition 60e anniversaire avec 2e doublage
- 6 juin 2006 - DVD, édition Big Top (Québec) avec 2e doublage
- 17 février 2010 - Blu-Ray (Combo Blu-Ray + DVD), édition 70e anniversaire avec 2e doublage

Source : Les Grands Classiques de Walt Disney

## Origines et production

### Besoin de films à budget réduit
En 1935, alors qu'ils n'avaient pas encore achevé leur premier long métrage, Blanche-Neige et les Sept Nains (1937), les studios Disney avaient déjà entamé d'autres productions, basées également sur des classiques de la littérature enfantine ; la première, Bambi, était basée sur le livre à succès Bambi, l'histoire d'une vie dans les bois de Felix Salten paru en 1923. Mais en raison de problèmes de droits d'adaptation, ce projet a été devancé par un second, Pinocchio, une histoire à succès de l'écrivain italien Carlo Collodi publiée à la fin du XIXe siècle dont l'adaptation cinématographique, Pinocchio, était sortie au début de l'année 1940, suivie par un autre projet débuté en 1937, le film musical Fantasia, sorti fin 1940.
Mais les budgets des trois premiers longs métrages de Disney dépassent leurs prévisions avant même leur sortie : celui de Pinocchio approche les 2,6 millions de USD,,, tandis que celui de Fantasia est estimé selon les auteurs à 2,2, 2,25, 2,28, ou 2,3 millions de USD,. Or malheureusement, Pinocchio et Fantasia ne réalisent pas les résultats escomptés, les revenus ne dépassant pas le million de dollars pour leur première exploitation. Les studios Disney lancent alors la production de deux nouveaux films dans le but d'obtenir quelques revenus afin de financer d'autres projets plus ambitieux,.
Le premier est Le Dragon récalcitrant, mêlant documentaire en prise de vue réelle et animation, pour un budget réduit à 600 000 USD. Le second est Dumbo, qui est basé sur une œuvre encore plus récente que celle de Bambi. Afin de trouver des fonds pour produire ses films, Walt Disney doit néanmoins abandonner les droits de publication des musiques de Blanche-Neige et les Sept Nains, de Pinocchio et de Dumbo à l'éditeur Bourne Music Company, qui les détient encore aujourd'hui.

### Source et scénario
L'histoire de Dumbo, écrite par Helen Aberson et illustrée par Harold Perl, a été publiée en 1939 par la société Roll-a-Book, spécialisée dans les livres animés et imagiers. D'après Dick Huemer, interviewé par Joe Adamson à l'automne 1977 pour le magazine Funnyworld, « l'histoire aurait été présente sur ou dans un paquet de céréales sous la forme d'un comic strip »,. En croisant les informations, on peut imaginer un petit parchemin déroulant fourni en cadeau dans une boite de céréales ou à construire à partir d'éléments imprimés sur la boîte. Toutefois aucun auteur ne précise le format exact de l'histoire. Mais elle a été lue par un membre du studio Disney et proposée comme base de scénario.
D'après Bob Thomas, Ward Kimball aurait proposé l'histoire à Walt Disney sur le parking du studio en racontant en trois minutes, ce qui prend souvent au moins une demi-heure, pour les autres longs métrages.
D'après Huemer, lui et Joe Grant auraient développé à partir de cette version comic strip une histoire plus longue reprenant les éléments de base, acceptée par Walt Disney. Walt aurait ensuite demandé les droits d'adaptation à Helen Aberson. Pour cela, il aurait fait venir l'auteur depuis Syracuse (État de New York) jusqu'en Californie. Durant la période 1938-1939, juste après la sortie de Blanche-Neige, les studios ont ainsi acheté des douzaines de droits d'adaptation. John Canemaker précise que de nombreux projets n'ont été réalisés que des années plus tard, voire jamais, mais que les archives du service des maquettes - où travaillaient alors John Grant et Albert Hurter, dont Dumbo et Le Dragon récalcitrant sont les dernières participations - l'attestent par les nombreuses sculptures qui s'y trouvent archivées.
D'après David Koenig, Walt prévoyait au départ un court métrage mais Huemer et Grant avaient des plans plus ambitieux et ont fourni le scénario chapitre par chapitre. Une fois arrivé à un quart du scénario final, Walt autorisa la production d'un long métrage. Le projet s'appelait alors Dumbo in the Circus et s'apparentait plus à une variante du conte Le Vilain Petit Canard avec un éléphant qui trouve la rédemption en apprenant à voler.
Michael Barrier donne comme date de début du travail de découpage en chapitres de Grant et Huemer, le mois de janvier 1940, après la fin de leur travail de scénaristes sur Fantasia,. L'accord pour faire un long métrage serait daté de fin février 1940.
Bill Peet, alors intervalliste et passionné de cirque, participa aussi au scénario en fournissant de nombreux gags. À la suite d'une note interne demandant la participation de personnes expérimentées en cirque, de nombreux passionnés de la piste participèrent au film et profitèrent du Cole Brothers Circus pour réaliser des croquis.

### Personnages
Le film comprend deux personnages principaux : Dumbo et son ami Timothée. La plupart des autres personnages du film « ne servent que de décors ou de créateurs de situation pour les réactions de Dumbo et Timothée », principalement comme embûches pour les deux héros.
Le film comprend quelques groupes d'humains (les clowns, les enfants) et deux groupes d'animaux, les éléphants et les oiseaux. En dehors de Timothée, les seuls personnages bienveillants sont Mme Jumbo, la mère de Dumbo, et les corbeaux.

#### Dumbo

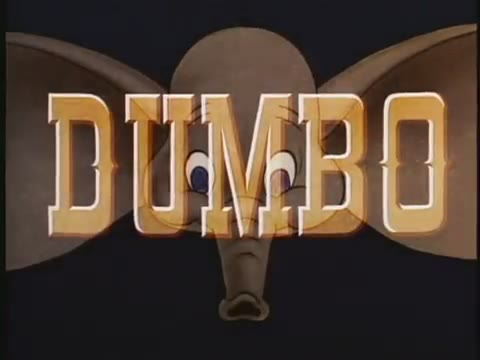
Dumbo et ses longues oreilles.

Le personnage de Dumbo ne prononce pas un mot de tout le film, presque comme sa mère dont on n'entend la voix qu'au travers de la chanson Mon tout petit et au début du film, lorsqu'elle baptise son fils,. Malgré une première indication sur son mutisme, Grant explique par la suite que la mère de Dumbo répond aux autres éléphants qui se moquent des oreilles de Dumbo, contredisant ses propos sur ce point. Les personnages muets sont assez récurrents chez Disney tels, par exemple, Simplet dans Blanche-Neige et les Sept Nains (1937), le chat Gédéon et le poisson Cléo dans Pinocchio ou Mickey Mouse dans la séquence L'Apprenti sorcier de Fantasia. Grant note toutefois que, si les caractéristiques des personnages Disney passent souvent par la voix, ce qui est vrai ici pour Timothée et les « méchants éléphants » du début, le héros du film « ne prononce même pas une syllabe ». Pour Jeff Kurti, Dumbo est le seul personnage titre de Disney qui ne parle pas. À propos de son mutisme, Grant estime que « Dumbo est un bébé et les bébés ne parlent pas », même s'il y a humanisation des personnages.
Bill Tytla a animé les séquences de Dumbo et sa mère « avec une émotion énorme et une sensibilité exacerbée ». Tytla se souvient, lors d'une interview avec John Canemaker, avoir eu la « chance de faire un personnage sans théâtralité. La plupart des expressions et manières viennent de mon propre fils [Peter]. Il n'y a rien de théâtral chez un enfant de deux ans ».
La jeunesse de Dumbo en fait un personnage subissant principalement l'action, à l'instar de Mickey Mouse à la fin de sa carrière, de Blanche-Neige ou de Pinocchio. Pour Mickey, Flora O'Brien déclare que la personnalité de Mickey change avec le temps pour s'assagir ; ses rôles comiques sont alors transférés à ses adjuvants, Dingo, Pluto ou Donald, lui-même devenant presque un spectateur. Pour Pinocchio, Grant précise qu'à la fin du film il devient « acteur » en sauvant Geppetto. Il en va de même avec Dumbo qui réussit à voler.
Dumbo est surtout un animal né avec une différence, tout comme Le Vilain Petit Canard (1931) ou Lambert le lion peureux (1952) qui semblent être désavantagés mais « qui sont en réalité bien plus beaux ou plus forts que leurs congénères ».
La popularité de l'éléphanteau tient principalement au message d'espoir que semble délivrer l'histoire : « quand on fait de son mieux, on en retire quelque chose de bien à la fin ».

#### Timothée
Dans l'histoire originelle, le compagnon de Dumbo était un rouge-gorge mais dans le film, Timothée devient une souris de plus dans l'univers Disney. Timothée sert à la fois de conscience et d'agent artistique. Il est aisé de tenter de comparer ce personnage avec Mickey Mouse. Grant avertit toutefois « que tout en Timothée est différent » de Mickey. Le premier élément est sa qualité de « petite aide » du personnage principal qui l'aide à atteindre son but, sorte de Jiminy Cricket mais en moins moralisateur.
Grant utilise la description de Michael Wilmington:
« Timothée, un rongeur impétueux de Brooklyn dans un costume de défilé voyant rouge-et-or est une figure familière de Disney. Non seulement nous voyons des traces de Mickey dans son caractère (son côté indomptable et son optimisme inflexible) mais il est également un cousin distant de Jiminy Cricket de Pinocchio, Gus et Jaq de Cendrillon (1950) et même en prolongeant un peu de la Fée Clochette de Peter Pan (1953). »
Le personnage a été animé principalement par Fred Moore et Wolfgang Reitherman. Barrier indique que Moore était à l'époque en train de sombrer dans l'alcoolisme.
L'acteur Ed Brophy prête sa voix à Timothée, et aurait aussi servi de modèle. L'entrée en scène du personnage lui donne un bon fond et un charisme en partie fondé sur le mythe de la peur des éléphants envers les souris, ce qui sert ensuite de base à son amitié et à son rôle de mentor pour Dumbo. Timothée est avec Mme Jumbo le seul personnage à éprouver un sentiment protecteur envers Dumbo. Dans la version originale, quand Timothée essaye de réconforter Dumbo, il lui dit « Lots of people with big ears are famous ! » ce qui est une blague inventée par Walt Disney qui avait lui-même de grandes oreilles, tout comme Clark Gable souvent caricaturé ainsi.
À la différence de Jiminy Cricket, Timothée ne recherche aucun honneur ou récompense. Il accepte même de travailler pour des cacahuètes, mais au sens propre. Dans un renversement des rôles, l'acteur qui avait prêté sa voix à Jiminy Crickett, Cliff Edwards, obtient dans Dumbo le rôle du cynique chef des corbeaux.

#### Les éléphantes
Mme Jumbo, la mère de Dumbo est caractérisée par deux traits : le premier est celui de « la mère que chaque enfant craint de perdre », le second est la victime d'une injustice due à l'incompréhension ; ici, elle est emprisonnée et éloignée de son bébé par erreur par les employés du cirque.
Les autres éléphantes (car d'après Grant ce sont des femelles) se prénomment Matriarch, Prissy, Giggles et Catty. Au contraire de Dumbo et Mme Jumbo, ce sont des bavardes impénitentes. Leur nom correspond à leur caractère ; même si la couleur de leurs tenues change durant le film, Grant les définit ainsi par leur couleur initiale :
- Matriarch (de l'anglais « matriarche ») est la plus âgée, la plus grosse et avec la robe grise la plus sombre et apparait avec un chapeau rose-violet
- Prissy (de l'anglais « bégueule »), la plus guindée, portant des couleurs rouges
- Giggles (de l'anglais « celle qui ricane »), un portrait d'un « jolie enfant gâtée sans esprit », en tenue bleue
- Catty (de l'anglais « malveillante »), une « mégère au discours sournois », en tenue jaune

Pour Grant, le quatuor d'éléphantes est une caricature de « personnages que l'on a tous déjà rencontrés dans chaque rue et parfois par malheur les quatre à la fois ». Leur comportement obséquieux ne change que lorsque Mme Jumbo objecte à leurs dérisions.

#### Les oiseaux
La cigogne apportant Dumbo, baptisée Mr Stork (de l'anglais « cigogne »), a été animée par Art Babbitt,. Ce personnage est une caricature du « bureaucrate incapable » qui oblige Mme Jumbo à signer l'acte de livraison-naissance malgré ses nombreuses erreurs préalables. Sa voix est celle de Sterling Holloway, qui doublera plus tard Winnie l'ourson ou le Chat de Chester dans Alice au pays des merveilles,.
Une autre espèce d'oiseaux tient une place importante dans le film : ce sont les corbeaux, animés par Ward Kimball,. Le groupe est composé de cinq corbeaux dont le chef est nommé Jim « Dandy » Crow (le nom d'origine a été changé pour éviter une controverse),,. Les autres sont appelés Fats Crow (« corbeau gras »), Glasses ou Specks Crow (« corbeau à lunettes »), Preacher ou Deacon Crow (« corbeau prêcheur »), Straw Hat ou Dopey Crow (« corbeau au canotier »), selon leurs caractéristiques respectives. Ils possèdent des voix proches des Afro-Américains mais pour Grant, ils dépeignent des comportements de la classe moyenne blanche américaine. D'après Koenig, un script abandonné comprenait un hibou psychologue, Dr I. Hoot, que Dumbo serait allé consulter. Mindy Aloff indique que les mouvements des corbeaux ont été inspirés par les numéros d'improvisations de claquettes des Jackson Brothers, un duo de danseurs formé d'Eugene Jackson (1916–2001), ayant participé à la série Les Petites Canailles, et son demi-frère Freddy Baker (1919-1995). Toutefois, elle précise que la séquence filmée de référence était restée anonyme jusqu'aux années 1990. Elle mentionne l'anecdote suivante :
« Entre 1994 et 1996, l'auteur et spécialiste des claquettes Rusty Frank travaille au studio comme assistant au département caméra. Scott MacQueen, un collègue, lui présente un jour une bobine de film indiquant avoir servi de référence pour le film Dumbo et contenant un film avec deux danseurs de claquettes. Ils réalisent une copie et Frank part à la recherche de ces deux danseurs. Le danseur et chorégraphe Fayard Nicholas (des Nicholas Brothers) reconnaît les Jackson Brothers et parvient à les contacter. Le 21 novembre 1995, une limousine emmène Eugène Jackson et sa femme aux studios Disney pour voir le film réalisé vers 1935-1937. Ce soir-là, il se voit pour la première fois danser 60 ans plus tôt avec son frère, malheureusement mort quelques mois auparavant. »
La chanson de cette séquence est interprétée par l'acteur Cliff Edwards sur un accompagnement et des arrangements du Hall Johnson Choir.

#### Autres personnages
L'humain le plus remarquable est Monsieur Loyal. Il porte une tenue rouge-et-or comme Timothée et n'est pas à proprement parler un « méchant ». Il « incarne l'image du directeur » et de la personne qui « simplement ne comprend pas ce qui se passe ». Un autre humain du cirque est le dresseur d'éléphant nommé Joe dont le rôle est réduit à la suite du raccourcissement du scénario, à son ombre se découpant sur la toile d'une tente. Les hommes sont aussi représentés par la bande de jeunes garnements qui martyrisent Dumbo, dont le chef est nommé Skinny (de l'anglais « maigre »). C'est un garçon aux cheveux roux, avec des taches de rousseurs et de grandes oreilles.
Un personnage particulier, ni humain ni animal, a également un rôle important : la locomotive du train de cirque, baptisée Casey Junior. C'est l'une des rares machines à avoir une personnalité et aussi une voix, comme il est possible de le voir dans le film-documentaire Le Dragon récalcitrant sorti quelques mois avant Dumbo. Dans ce dernier, on assiste à une présentation des effets spéciaux sonores avec cette même locomotive tirant un train de fret. Ward Kimball qui fut chargé de superviser l'animation de la locomotive, a également fait une ébauche conceptuelle sur un personnage supplémentaire qui serait le mécanicien du train, possédant les traits caricaturaux de Kimball lui-même. Ce personnage n'a pas été retenu dans le film final, car l'idée était de démontrer que Casey Junior était une locomotive capable de se conduire toute seule.

### Animation

#### Économies à tous les niveaux
L'animation du film n'était pas encore entamée en février 1940 mais lors d'une réunion de travail le 27 février, Walt Disney évoque ses doutes quant au « côté caricatural du film », principalement à cause des animateurs chargés du développement, Bill Tytla et Ferggy (Norman Fergusson). En mars 1940, Otto Englander prend la tête d'une équipe pour transformer l'histoire de Grant et Huemer en une série de sketches. Mais en raison d'une réduction des coûts, à commencer par celui d'une sténographe, les comptes-rendus de la douzaine de réunions effectuées entre mai et décembre 1940 n'existent pas et n'offrent aucune information sur le développement de l'histoire de Dumbo,. Lambert note aussi que les storyboards sont « plus enlevés et d'un format souvent plus petits », les « layouts des décors sont simplifiés », les « rendus d'ombre et de lumière moins élaborés » et le format de travail en 12 field (24,5x30 cm) au lieu de 16 field (30x39,5 cm).
La production du film en elle-même est courte comparée aux précédentes productions : Dumbo est réalisé en juste un an. Pierre Lambert indique que la pré-production a duré six mois, au lieu de deux ans en moyenne, et la production à peine plus d'une année. Le film comprend plusieurs exemples de simplifications ou d'économies d'animation. Ainsi les ouvriers construisant le chapiteau, les musiciens et les employés du cirque n'ont pas de visage.
Franklin Thomas et Ollie Johnston explorent un exemple de simplification du scénario, dans la scène où Dumbo et Timothée boivent de l'alcool déversé par inadvertance par les clowns. Timothée tombe dans un bac contenant l'alcool et pour ne pas avoir à dessiner toutes les étapes de l'effet de cet alcool, il reste hors de vue du spectateur jusqu'à ce qu'il émerge du bac. Différents tests ont toutefois été réalisés par Fred Moore avant de prendre la décision de changer le scénario pour éviter de montrer cette évolution.
En avril 1941, afin d'assurer le financement des productions en cours, les studios Disney reçoivent une avance de 500 000 USD de la part de RKO Pictures sur la distribution de Dumbo.
Entre fin mai et septembre 1941, le studio subit deux événements importants mais qui ne semblent pas influencer directement la production du film. Christopher Finch évoque brièvement les faits dans Notre Ami Walt Disney. Le 29 mai, trois jours après le licenciement d'Art Babbitt débute la grève des studios Disney, 300 animateurs s'installent devant le studio et réclament une représentation syndicale et de meilleurs salaires.
En raison de la grève, la production du film Bambi aurait été retardée de trois mois tandis que les syndicalistes quittaient le studio. Le conflit à peine terminé, Walt Disney s'envole pour l'Amérique du Sud mi-août pour une mission au caractère en partie diplomatique. Sébastien Roffat indique que de mai à septembre Walt Disney aurait été agent de renseignement ponctuel pour le FBI, dénonçant les grévistes communistes, sans indiquer sa source.
À son retour, Disney achève la production de Dumbo dont la première a lieu le 23 octobre 1941 à New York. Mais la situation financière du studio en novembre 1941, oblige le studio à réduire le nombre de ses employés à 530, licenciant près de 200 employés, soit moins de la moitié des employés présent début mai 1941.
Le film aurait été bouclé dès l'automne 1941. RKO aurait demandé à Disney d'allonger le film, ce qu'il refusa,. Selon Bob Thomas et Pierre Lambert, ce refus a été motivé par deux raisons, la première « l'impossibilité d'étirer encore plus un scénario déjà très fragile », la seconde plus financière, car dix minutes de film supplémentaires auraient coûté un demi-million de dollars,. Pour rappel, Walt pensait faire seulement un court métrage de 30 minutes selon Lambert.

#### Une animation entre court et long métrage
Mark Langer déclare que le film comprend deux styles distinctifs d'animation : d'un côté, le style new-yorkais caractérisé par les Fleischer Studios, ici sous la forme du cauchemar des éléphants roses, et de l'autre le style moins « cartoon » de la côte ouest, plus habituel des studios Disney. D'un avis assez proche, Lambert considère que le film possède dans son ensemble un « style très cartoon proche des courts métrages des années 1930 ». Pour Barrier, le principal style artistique du film est la caricature. John Hench récemment embauché par le studio travaille sur les décors.
À l'opposé, plus proche du long métrage, selon un critique cité par Leonard Maltin, le film fait un usage abondant des différents angles de caméra possibles, « plus que Citizen Kane (1941) ». Ainsi, la première apparition du personnage de Dumbo le présente depuis le dessous, le dessus ou le côté des éléphants présents, puis d'un côté du chapiteau et d'un autre, sans compter l'agitation qui gagne le cirque, la panique et la destruction du chapiteau, visibles eux aussi sous différents angles.
Koenig note quelques erreurs dans le film. Dans la scène de la pyramide des éléphants, Monsieur Loyal est entouré par huit éléphants adultes qui ne sont plus que sept lorsque la pyramide est achevée. De même, lorsque les cinq corbeaux chutent dans l'herbe, cinq sont visibles au sol alors que le chef survient peu après. Lorsqu'ils s'envolent à nouveau, le sixième à l'apparence proche du chef a disparu (ce fait aurait été relevé par Oliver Stone).
Mark I. Pinsky souligne que le film se déroule dans les quartiers d'hiver du cirque en Floride, ce qui est visible durant la scène d'ouverture avec le « bombardement » de bébés. Cet élément est un fait véridique : de nombreux cirques américains au début du XXe siècle élisaient domicile en Floride durant les mois d'hiver, dont le célèbre Ringling Bros. and Barnum & Bailey Circus, installé à Sarasota en 1927. John Ringling, l'un des cinq fondateurs, acheta une maison en 1912 dans cette ville avant d'en construire une plus à son image.

### Musique
La musique du film a été composée conjointement par Oliver Wallace et Frank Churchill, le premier ayant plus tôt travaillé sur les musiques des Mickey Mouse tandis que le second travaillait sur celles des Silly Symphonies.
Pour Dumbo, Wallace a composé les deux dernières chansons La Marche des éléphants (Pink Elephants on Parade) et Voir voler un éléphant (When I See an Elephant Fly) ainsi que la plupart des musiques additionnelles.
Churchill a, lui, composé trois des principales chansons dont la berceuse Mon tout petit (Baby Mine).
Le film a gagné l'Oscar de la meilleure musique de film lors de la 14e cérémonie des Oscars (1942) et la chanson Mon tout petit (Baby Mine) a été sélectionnée pour l'Oscar de la meilleure chanson originale.
- Voici le messager - Narrateur et chœur
- Le Train du bonheur (Casey Junior) - Chanteur
- La Livraison à Mme Jumbo (Look Out for Mr Stork) - La Cigogne
- On doit dresser le chapiteau (Song of the Roustabouts) - Chœur
- Mon tout petit (Baby Mine) - Mme Jumbo
- La Marche des éléphants (Pink Elephants on Parade) - Chœur
- Voir voler un éléphant (When I See an Elephant Fly) - Les Corbeaux

## Accueil
Lors de la première du film le 23 octobre 1941 au Broadway Theater de New York, Walt Disney a déclaré à propos de Dumbo : « c'est la chose la plus spontanée que nous ayons jamais faite… Cela a commencé avec une petite idée et, alors que nous continuions à travailler dessus et à l'agrémenter, avant de nous en rendre compte, c'était un long métrage ».
Dans Disney Dossiers, Jeff Kurtti rapporte une anecdote sur le film : celui-ci devait faire la couverture du Time Magazine du 7 décembre 1941 mais les priorités de la Seconde Guerre mondiale ont remplacé l'image de Dumbo par « le visage sévère du Général Douglas MacArthur ». Barrier évoque lui le début du mois de décembre : l'attaque de Pearl Harbor (7 décembre) aurait repoussé la parution prévue au 29 décembre 1941,. Selon Canemaker cet article de Time Magazine déclare que « la production du film s'est achevée sans Walt Disney », dépeint comme « un chef d'entreprise absent », ce qui l'aurait profondément affecté.

### Un film court et économique à succès
Le coût de production de Dumbo est bien inférieur à ceux de Pinocchio et Fantasia. Selon les auteurs, il n'a coûté « que » 786 000 USD (Barrier), 800 000 USD (Thomas) ou 812 000 USD (Grant et Smith),. D'après les souvenirs de Ward Kimball cité par Maltin, la somme est d'environ 950 000 USD. Dave Smith associe ce faible coût au traitement rapide par le département animation en raison de l'histoire succincte et aux personnages « coupés ras » (clear cut). Maltin cite Kimball qui évoque « un développement rapide sans erreur, sans scène réalisée puis coupée au montage comme dans Pinocchio, sans de nombreuses corrections ou modifications durant toute la production » et qu'avec « Dumbo, le dessin animé Disney atteint son zénith ». Grant reprend cette citation et le contredit sur le fait d'atteindre un zénith mais accorde que « le film est l'un des meilleurs Disney de tous les temps, ce que confirme la connaissance du personnage par presque tous les enfants du monde occidental ».
Avec seulement 64 minutes, Dumbo est le plus court des longs métrages d'animation de Disney, après Saludos Amigos. C'est aussi l'un des moins prétentieux mais il reste l'un des plus achevés graphiquement. Le film rapporte lors de sa première exploitation 653 783 USD.
Pour John Grant, le film Le Dragon récalcitrant est « pas cher et de piètre qualité » tandis que Dumbo est « pas cher mais brillant grâce à sa qualité artistique » mais il n'a pas « la richesse de Blanche-Neige, Pinocchio ou Bambi ». Il déclare que le film « est une charmante histoire et comme de nombreuses autres charmantes histoires, il est simple ». Lambert dit lui « charmant et merveilleusement animé ».
Grant évoque la possibilité que le succès en termes de revenus viendrait du fait que « Walt, agacé par la grève des studios Disney entamée fin mai 1941 et donc dans les derniers mois de production de Dumbo, a été forcé de ne pas trop interférer dans la production et de ne pas demander à ses animateurs de refaire sans cesse les scènes qu'il n'appréciait pas ». Pour Michael Barrier, Dumbo a un avantage par rapport aux longs métrages précédents : il avait « besoin d'une animation moins élaborée des personnages et des effets ».
Michael Wilmington déclare que les clowns du films sont des « caricatures, méchantes, des animateurs du studios alors en grève réalisées par les non-grévistes - les briseurs de grève », ce que semble prouver la chanson entamée par les clowns We're gonna hit the big boss for a raise (« Nous allons réclamer au patron une augmentation » ou « On va taper le patron au portefeuille »), propos que contredit Art Babbitt, pourtant licencié le 26 mai 1941 pour ses activités syndicales, trois jours avant la grève.

### Le film à travers les décennies
Le film était en compétition dans la catégorie « longs métrages » de la seconde édition du Festival de Cannes en 1947 et a obtenu un Grand Prix.
Le 14 septembre 1955, le film Pinocchio a été diffusé à la télévision dans l'émission Walt Disney Presents sur ABC. Il ressort au cinéma à l'automne 1956 et a donné l'occasion à la toute nouvelle filiale Disneyland Records d'éditer des disques racontant l'histoire du film, rapidement suivis par ceux d'autres productions, dont Dumbo, ressorti au cinéma en 1959. Pour cette version, les voix des acteurs ont été réenregistrées, ce que confirme la voix un peu plus vieillie d'Edward Brophy, interprétant Timothée. Ces enregistrements ont été commercialisés aux États-Unis au prix de 1,98 USD au lieu des 4,98 USD habituels et sont devenus l'un des meilleurs succès du label, vendus sous le même format durant les deux décennies suivantes.
En 1963, Disney lance des versions comprenant un livre, contenant des décors à déplier, et un disque ; celle de Dumbo est publiée lors de la première vague cette même année. Dans les années 1960, les corbeaux du film ont été critiqués car ils seraient une caricature raciste de la population afro-américaine. Ces accusations ont été rejetées au fil des ans par des historiens, critiques, artistes, écrivains, universitaires, experts et autres personnalités au fil des ans (voir ci-dessous).
Dumbo est le premier long métrage d'animation de Disney à sortir en vidéo en juin 1981, mais en location seulement. À cette occasion, un nouveau doublage français a été réalisé et édité en 1984. Le film a été à nouveau diffusé à la télévision dans Le Monde merveilleux de Disney le 17 septembre 1978, 18 novembre 1985, 14 septembre 1986 et 30 octobre 1988, les versions de 1985 et 1986 étant associée à Mickey et le Haricot magique et Lambert le lion peureux.

## Analyse
Steven Watts écrit que Blanche-Neige et les Sept Nains, Pinocchio, Fantasia, Dumbo et Bambi sont devenus un élément central et parfois adoré de l'héritage du studio en définissant un jalon créatif et en présentant une imbrication complexe d'éléments artistiques et de divertissements. Le film Dumbo n'est pas la première utilisation chez Disney d'un héros éléphant. Comme le fait remarquer John Canemaker, la Silly Symphony Elmer l'éléphant (1936) présente un pachyderme qui est la risée des animaux de la jungle à cause de ses oreilles mais surtout de sa trompe, jusqu'à ce que, à l'aide de celle-ci, il parvienne à sauver d'un incendie la jeune tigresse, dont il est amoureux, gagnant un baiser de la belle et le respect des autres animaux.
Pierre Lambert écrit que, malgré l'idée première de Walt Disney de réaliser un long métrage d'animation pour un budget réduit, il est peu intervenu personnellement dans la production de Dumbo pour d'autres raisons que budgétaires. Toutefois pour Richard Shickel le film inaugure un principe repris plus tard dans Alice au pays des merveilles (1951) et Peter Pan (1953), celui d'un long métrage réalisé comme un court métrage.
Après avoir accepté la production de Dumbo comme long métrage, Walt a dû faire face en effet, par ordre chronologique, à la grève des studios Disney (à partir de fin mai 1941), au voyage en Amérique Latine (à partir de mi-août 1941) et à l'entrée en guerre des États-Unis. On peut aussi parler de son implication dans la production de Bambi (1942) dont « il croyait davantage au succès » et « dont la réalisation était plus compliquée en raison de la difficulté à animer de façon réaliste des animaux ».

### Différentes lectures de l'œuvre
Pour Albert Hsu, Dumbo à l'instar de Bambi, mais à l'opposé de nombreuses productions Disney, ne possède pas de trame romantique, mettant en scène un couple prince-princesse ou d'autres variantes.
Par contre selon Michael Barrier, Dumbo possède des similitudes de thème avec certains des courts métrages réalisés plus tard par le studio, comme Lambert le lion peureux (1952) ou Goliath II (1960). Comme ces derniers, Dumbo « touche une corde sensible » et « réussit plus efficacement que ces courts métrages dont la brièveté est le principal handicap ». Le film possède même un aspect mélancolique Barrier ajoute que le film évoque par sa clarté les courts métrages réalisés précédemment par Ben Sharpsteen : Le Cirque de Mickey (1936), Le Déménagement de Mickey (1936), Mickey patine (1935).
Bob Thomas écrit que le film possède « une exubérance qui manque dans les précédents longs métrages d'animation » de Disney. En raison de sa localisation dans un cirque, le film présente « une explosion de couleurs sous la forme de grands flashs, une abondance de rouges, jaunes, verts qui auraient été trop choquants pour les yeux s'il n'y avait pas eu l'usage de contrastes ».
Douglas Brode voit une dimension homosexuelle du personnage, s'appuyant sur des éléments qu'il considère avoir un lien avec l'homosexualité : absence du père de Dumbo, entourage constitué d'éléphantes organisées en une structure matriarcale, numéro de clown où il est habillé en bébé qui le place dans le rôle très féminin de « fille à sauver d'un incendie », soit de la classique « demoiselle en détresse » (« damsell in distress »).
Pour Steven Watts, le film est rapidement devenu célèbre pour son admirable simplicité et son grand cœur. Le film comporte la plupart des « valeurs sociales de Disney » et offre « une vision populiste », une « allégorie sociale et politique de l'Amérique à l'époque de la dépression ».
Mais Siegfried Kracauer écrit en décembre 1941, que le film Dumbo, comme les précédents longs métrages de Disney, emmène le monde du dessin animé dans une direction où les gags ne sont plus présents et où les éléments subversifs disparaissent, avec pour conséquence le conformisme. Cette critique semble vouloir contredire les avis des spécialistes de l'animation qui trouvent, eux, que le film possède un style plus proche des dessins animés de l'école new-yorkaise, plus « cartoon » ou caricaturale (voir ci-dessus).
Ainsi la morale du film est, semble-t-il, que « Dumbo au lieu de voler avec sa mère vers un paradis inconnu, travaille pour un salaire de star dans le même cirque où sa mère était battue ». Kracauer écrit même en 1942 que « Dumbo a trahi l'essence anarchique du dessin animé ».
Selon Pierre Lambert, « l'une des qualités principales de Dumbo réside dans l'équilibre entre émotion, humour et action », qui en font « un film accompli ».

### Amour maternel, optimisme social et religion
C'est justement sur l'émotion que plusieurs auteurs orientent l'étude de Dumbo : émotion à propos des sentiments maternels de Mme Jumbo, émotion du jeune Dumbo, morale positive de l'histoire et même sa portée à l'époque. Après la jalousie de la marâtre dans Blanche-Neige puis l'amour paternel dans Pinocchio, Disney aborde dans Dumbo l'amour maternel. Mark I. Pinsky note que le film comporte de nombreux messages d'amour et pas seulement maternel.
Pour Ollie Johnston et Frank Thomas, l'une des scènes les plus poignantes est celle animée par Bill Tytla où Dumbo rend visite à sa mère emprisonnée, les deux éléphants ne peuvent se voir mais peuvent se toucher avec leurs trompes. Cette scène comporte « tant d'amour dans chaque mouvement » et « les sentiments de l'artiste sont si authentiques que personne ne rit, personne ne s'interroge ».
D'autres images d'amour, de protection ou d'attention maternelle sont également présentes : protection contre les médisances des quatre éléphantes, contre les humains, scène du bain, chanson baptisant Dumbo, etc. Un autre élément prouvant l'importance de l'amour maternel est l'emprisonnement de Mme Jumbo qui serait dû à son cœur brisé, bien plus qu'à une folie destructrice ou aux barreaux de sa cage.
Pinsky traite dans son ouvrage The Gospel According to Disney de la religion chez Disney. Citant l'animateur Mark Matheis, Pinsky fait un parallèle entre la scène où Skinny, doté à sa manière de grandes oreilles, persécute Dumbo et la Bible (plus précisément l'Évangile selon Jean 8:7) : « Que celui de vous qui est sans péché jette le premier la pierre contre elle. » Pinsky fait aussi un parallèle entre le film et les propos du télévangéliste américain Robert H. Schuller, qui déclarait que les Chrétiens « transforment vos cicatrices en étoiles » : Dumbo utilise sa différence pour sauver sa mère. Avec l'aide de Timothée, il cherche à réussir un numéro de cirque et y arrive après plusieurs tentatives infructueuses.
Un autre message à connotation religieuse est celui de l'universalité, présenté par la livraison des bébés par les cigognes avec le même respect pour les parents quelle que soit la nationalité, classe ou espèce ; un second message est que tous les bébés sont attendus, désirés et aimés de leur mère. Malgré l'angoisse de Mme Jumbo, la cigogne lit la note d'expédition « Direct depuis le ciel, haut par ici, voici un bébé pour vous à aimer ».
Pour Johnston et Thomas, les seuls vrais « méchant(e)s » du film sont les oreilles de Dumbo. Monsieur Loyal est sans imagination et incapable de trouver un rôle dans ses numéros pour Dumbo, les clowns sont surtout préoccupés par leurs propres problèmes… Le héros du film est « une victime sans méchant clairement défini à combattre », « dans un monde pas vraiment hostile mais plutôt égoïste » où une grandeur d'âme aide à s'en sortir.
Steven Watts développe cette notion de message optimiste dans un monde difficile. Il considère que le film propose au public de l'époque « une foi optimiste dont le triomphe est attendu par le désavantagé persistant » et il cite un article du Evening Times de Minneapolis : « le film offre une vision réaliste de ce à quoi nous ressemblons réellement… le visage derrière le masque ». L'Evening Times conclut que la pensée finale de Dumbo est que « les gens sont essentiellement bons », que le film « prêche la sympathie et non la dérision pour les ratés de la Nature ». Il va plus loin en écrivant que la vision sociale des Mickey Mouse, des Trois Petits Cochons et de Dumbo sont cathartiques pour le public de masse américain qui durant la Grande dépression souffrait de privations économique et sociale. Steven Watts rappelle que l'un des thèmes récurrents des longs métrages des années 1940, Pinocchio, Dumbo et Bambi est l'enfant orphelin ou isolé qui cherche la stabilité dans un milieu dangereux.

### Controverse raciale

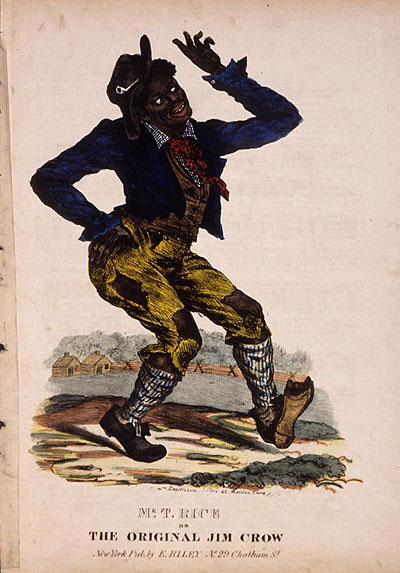
Jim Crow.

En restant dans l'optique contemporaine du film, il est nécessaire de rappeler, comme évoqué ci-dessus, que la scène des corbeaux a fait l'objet à partir des années 1960 de nombreuses controverses à connotation raciale à commencer par Richard Schickel en 1968. Schickel écrit que les corbeaux sont « clairement des caricatures de noirs. » Cette scène serait « une caricature raciste de la population afro-américaine », « un cas complexe de construction raciste ».
Le choix des corbeaux (« crow » en anglais) et leur représentation en personnages insoumis, bons vivants et moqueurs et empathiques, sympathiques et compatissants renvoient et s'oppose également au personnage fictif de Jim Crow, qui fut régulièrement mis en scène au long du XIXe siècle pour moquer les manières supposées de la population noire et qui donna son nom aux lois Jim Crow organisant la ségrégation raciale dans le sud des États-Unis. Ils peuvent aussi évoquer la mouvance zoot. Richard Sickel affirme ainsi « qu'il y a des moments désagréables dans le film ; les corbeaux qui apprennent à voler à Dumbo sont des caricatures de nègres trop évidentes ». La version française reprend la version anglophone en utilisant des voix aux accents africains, sauf dans la chanson Voir voler un éléphant.
Mark Pinsky rappelle que les détracteurs de la thèse raciste, en particulier Leonard Maltin et Michael Wilmington du Chicago Tribune sont des auteurs blancs. Alex Wainer cite lui aussi ces deux auteurs dans un article sur les stéréotypes raciaux chez Disney. Wainer considère que d'après les stéréotypes définis par Donald Bogle dans Toms, Coons, Mulattoes, Mammies and Bucks: An Interpretative History of Blacks in Films, les corbeaux sont à rapprocher du type coon décrit ainsi, « nègres sans valeurs, peu fiables, fous, paresseux, des créatures sous-humaines bonnes à rien de plus que manger des pastèques, voler des poulets, lancer de la merde ou maltraiter la langue anglaise. » Ils permettent par leur proximité de marginaliser les personnages de Timothé et Dumbo mais aussi de provoquer le sermon de la souris sur la déchéance et la situation de Dumbo.
Pour Maltin, la controverse est « injustifiée » : les « corbeaux sont noirs mais ce sont des personnages de couleur noire, pas des stéréotypes de noirs » (afro-américains), « sans dialogue dénigrant » ou évocation à l'Oncle Tom. Ward Kimball a déclaré en 1986 dans une interview à Michael Barrier que cette personnification était « due à l'époque » et « sans méchanceté ».
Pour Steven Watts, les corbeaux sont des caricatures afro-américaines mais après une entrée en matière où ils se moquent de Dumbo, ils deviennent par la suite sympathiques, presque amis avec lui et l'aident à apprendre à voler. C'est même l'une de leurs plumes qui permet à l'éléphant de croire en la possibilité de voler. John Canemaker précise que les chansons des corbeaux ont été interprétées par un chœur afro-américain, le Hall Johnson Choir.
John Grant a déclaré que « ce sont de bons personnages dans un film avec de nombreux mauvais: est-ce bien de caricaturer les blancs mais pas les noirs? C'est sûrement un racisme très profond, beaucoup plus profond que quoi que ce soit dans la représentation amicale des corbeaux, bien que peut-être nommer l'un d'eux « Jim Crow » était un peu questionable ».
En 2017, Whoopi Goldberg a exprimé le souhait que les personnages corbeaux soient davantage commercialisés par Disney, "parce que ces corbeaux chantent la chanson du Dumbo dont tout le monde se souvient." En 2019, Floyd Norman, le premier animateur afro-américain embauché à Walt Disney Productions dans les années 1950, a défendu les corbeaux dans un article intitulé Black Crows and Other PC Nonsense,.

### Les éléphants roses, une séquence à part
La séquence des éléphants roses est pour Maltin « d'une autre manière, un joyeux remue-ménage faisant tourner la tête », « l'une des meilleures choses jamais réalisées par le studio Disney… des années en avance sur son temps ». La séquence a été dirigée par Norman Ferguson et animée par Karl Van Leuren et Hicks Lokey d'après une mise en scène de Ken O'Connor et sur une musique composée par Oliver Wallace.
L'idée de base est simple. Dumbo boit une forte dose d'alcool et sous cet effet entre dans une « fantaisie surréaliste de dessins, espaces, couleurs, lumières et situations comiques ». La séquence regroupe plusieurs scènes qui vont à l'encontre des standards de Disney, comme l'indique Mark Langer.
Maurice Charney écrit que « toutes les règles usuelles du réalisme Disney sont balayées : les éléphants marchent sur le bord de l'écran, les visages se métamorphosent rapidement, et la couleur devient une source abstraite de plaisir visuel ». Johnston et Thomas indiquent que la scène « a fait appel à beaucoup plus d'inventivité de la part des animateurs » et que « peu importait si l'image était particulière ou impossible à l'écran ; elle devait simplement être convaincante et conserver la folie complète du rêve de l'éléphant ». Ils ajoutent que « au lieu de déplacer les éléphants en termes de personnalités convaincantes, l'emphase permettait aux animateurs de surprendre le public avec des actions qui vont au-delà de l'expérience de chacun ».
La séquence de la Marche des éléphants est l'une des rares incursions du surréalisme dans la tradition réaliste de Disney ». Jerry Beck la place en qualité juste après celle de Bumble Boogie dans Mélodie Cocktail (1948). D'autres tentatives d'abstraction visuelle ont toutefois existé chez Disney, principalement le tableau musical Toccata et Fugue en ré mineur de Fantasia, basé sur l'œuvre du réalisateur allemand Oskar Fischinger. Robin Allan écrit que « les éléments surréalistes de cette séquence annoncent les liens que Disney nouera plus tard avec Salvador Dalí ». Pour Douglas Brode, cette séquence est à classer avec Alice au pays des merveilles (1951) parmi les bases de la mouvance hippie, comme prélude et peut-être même source d'inspiration du groupe Merry Pranksters.
Plusieurs animateurs débutants ont travaillé sur le film mais ne sont crédités que post-mortem comme Milton Quon. Plusieurs des artistes qui ont travaillé sur La Marche des éléphants étaient les plus jeunes des studios Disney et sont, après le film, partis travailler pour United Productions of America, le plus grand studio d'animation des années 1950.

### L'effet Dumbo
Le film Dumbo est aussi à l'origine d'un concept en psychologie énoncé par Ernesto Spinelli. Dans Practising Existential Psychotherapy: The Relational World, il évoque un « effet Dumbo » : l'accomplissement d'une chose est d'abord considérée comme infaisable mais, à la suite d'une auto-persuasion sous-tendue par un artefact qui disparaît par la suite (ici une plume magique), l'action persiste.
Pour Spinelli, cet effet est une allégorie du travail et des éléments du travail des psychothérapeutes. Toutefois, il indique que la psychothérapie dans son ensemble ne doit pas être vue comme l'application d'un effet Dumbo mais que le praticien doit être convaincu des possibilités d'une « plume magique » pour établir un schéma rigide particulier dans un schéma qui ne le serait pas.

## Adaptations et produits dérivés

### Cinéma et télévision
- Le cauchemar de Winnie l'ourson dans Winnie l'ourson dans le vent (1968) avec les éfélants et les nouïfes est selon David Koenig un hommage et une reprise du concept[133].
- Une séquence du film apparaît dans 1941 (1979) de Steven Spielberg, dans lequel « un général se laisse émouvoir par les gambades en rose et bleu de l'éléphant »[1]. Freddy Buache associe à tort cette scène au film Sugarland Express (1974) dans son ouvrage Le Cinéma Américain II (1971-1983)[134] ;
- Dumbo's Circus (1985-1988), série américaine avec des personnages costumés et dont la musique a été composée par le duo Willio & Phillio (Will Ryan et Phil Baron)[135] ;
- Dans Qui veut la peau de Roger Rabbit (1988), Dumbo apparaît d'abord comme employé des studios Maroon Cartoon, où il est précisé « qu'il travaille pour des cacahuètes », avant de réapparaître dans la scène finale, Casey Junior apparaît la première fois qu'Eddie Valiant retourne dans Toontown et comme le confirment les bonus du DVD, les corbeaux musiciens derrière Jessica Rabbit lors de son spectacle sont ceux du film malgré leurs costumes de jazzman.
- Dans le film 1 001 Pattes (1998) de Pixar, le train des insectes du cirque s'appelle Casey Jr Cookies ;
- Dans le film Kuzco 2 : King Kronk (2005), la suite de Kuzco, l'empereur mégalo (2000), Kronk possède dans sa nouvelle maison un train miniature complet de Casey Junior, avec les wagons à l'échelle.
- Un film, adapté du dessin animé de 1941 et mêlant prises de vue réelles et images de synthèse, sortira en 2019. Colin Farrell, Michael Keaton, Danny DeVito et Eva Green seront crédités au générique, ainsi que le réalisateur Tim Burton[136].

### Bandes dessinées
Poursuivant la tradition entamée avec Blanche-Neige, les studios Disney ont publié dans la presse l'histoire basée sur le film avant sa sortie officielle, sous la forme d'un livre de 39 pages de trois bandes par page illustré par Irving Tripp et nommé Dumbo l'éléphant volant (Dumbo of the Circus).
Une série de bandes dessinées centrée sur le personnage de Dumbo a été aussi publiée à partir de 1945 avec entre autres :
- Dumbo a des ennuis (octobre 1945), scénario et dessins de Carl Buettner, avec les Sept nains[138]
- The Circus Mystery (1947), scénario de Chase Craig, dessins de Ralph Heimdahl[139]
- Sky Voyage (juin 1949), dessins de Tony Strobl[140]
- Dumbo courrier aérien (juin 1949), dessins de Tony Strobl[141] avec l'avion Pedro (1942).
- Dumbo est musicien (juin 1949), dessins de Don Gunn[142] avec les personnages des Trois Petits Cochons (1933).

### Parcs d'attractions
Dans les parcs Disney, Dumbo est présent sous la forme :
- d'une attraction intitulée Dumbo the Flying Elephant à Disneyland, au Magic Kingdom de Walt Disney World Resort, à Tokyo Disneyland, au Parc Disneyland de Disneyland Paris et à Hong Kong Disneyland.
L'attraction de Disneyland a ouvert le 16 août 1955, un mois après le parc[87]. Elle comprenait 10 éléphants et était située juste derrière le carrousel de Fantasyland. Elle a été reproduite au Magic Kingdom en 1971 et à Tokyo Disneyland en 1983[87]. Lors de la rénovation du Fantasyland de Disneyland en 1983, l'attraction a été déplacée plus au nord[87]. En 1991, une nouvelle version avec 16 éléphants a été développée pour Disneyland Paris ouvert en 1992[143]. Cette version a été dupliquée au Magic Kingdom en 1993 et à Disneyland en 1994[87].
- d'une attraction intitulée Casey Jr Circus Train à Disneyland ou Casey Jr., le petit train du cirque au Parc Disneyland.
La version de Disneyland a ouvert le 31 juillet 1955[144] et celle du Parc Disneyland en avril 1994[145].

Dans les années 1970, un projet de zone baptisée Dumbo's Circus avait été conçu pour le parc Disneyland de Californie mais jamais construit. Elle devait présenter un cirque avec Dumbo et des personnages comiques comme un numéro d'acrobate par Dingo, un ballet avec Hyacinthe Hippo de Fantasia, etc.

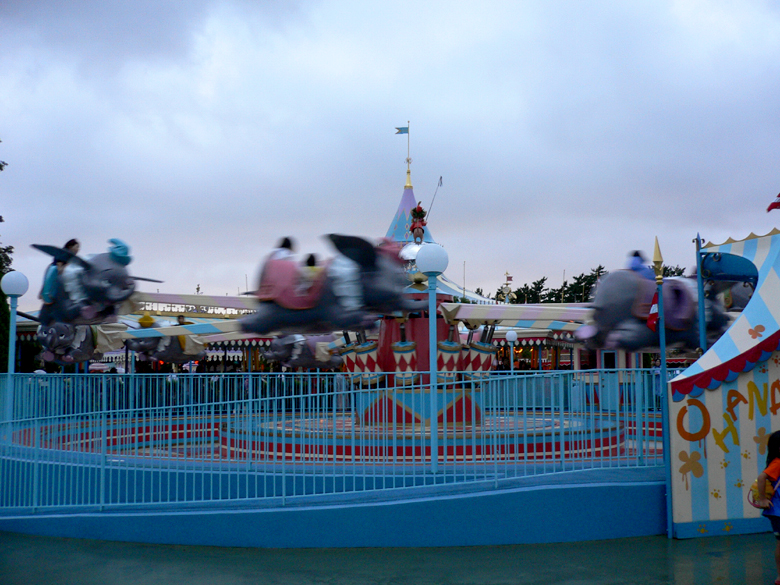
Version originale du manège à Tokyo Disneyland.
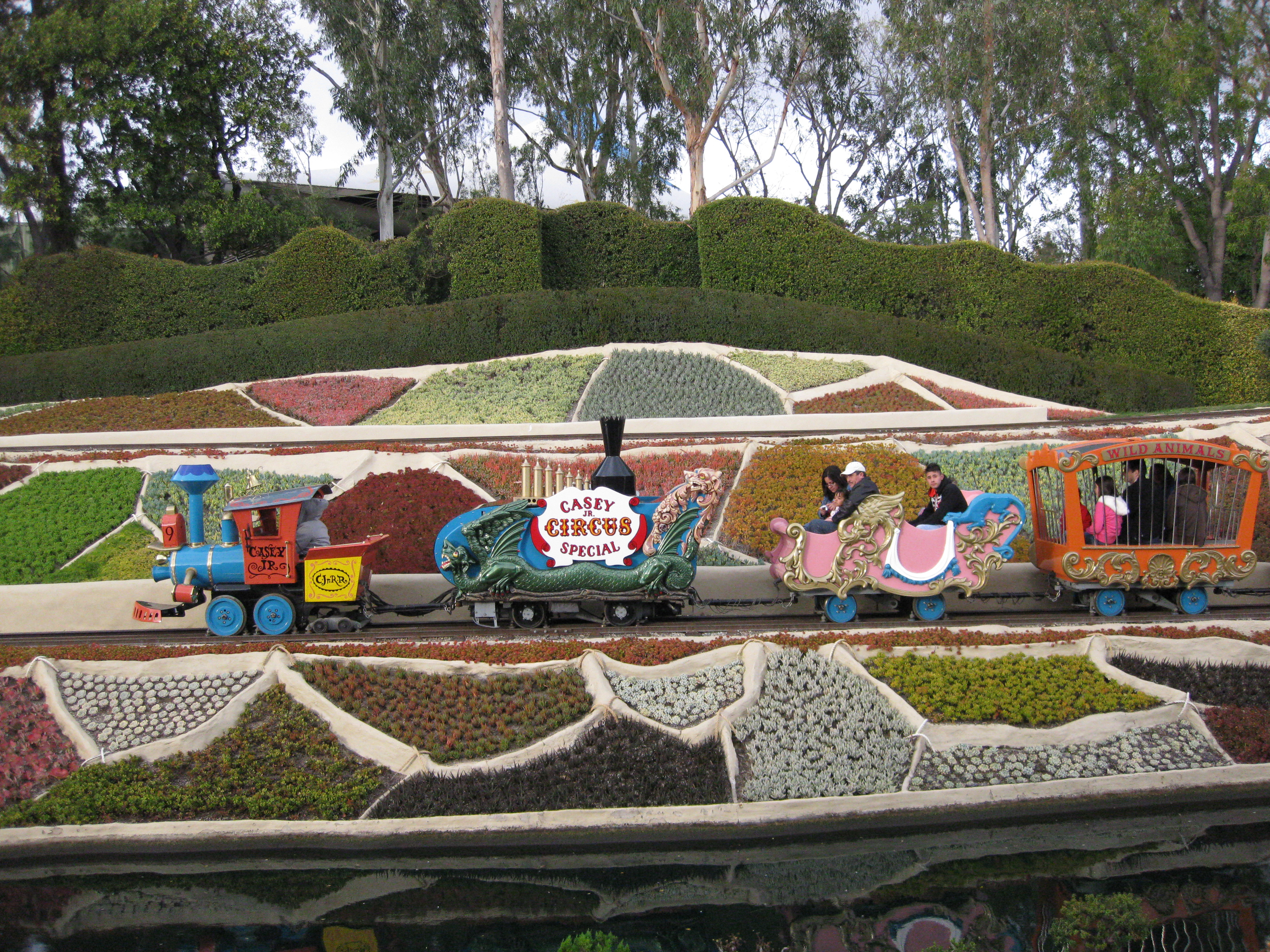
Casey Jr Circus Train à Disneyland.

### Jeux vidéo
Dumbo apparaît aussi dans Kingdom Hearts ; quand Sora l'enfourche, il devient invincible et peut voler (Dumbo peut aussi lancer de l'eau sur ses ennemis).